# Bugsy
Bugsy é um filme americano de 1991, do gênero drama, dirigido por Barry Levinson, com roteiro baseado na vida do mafioso judeu Benjamin "Bugsy" Siegel e sobre a fundação de Las Vegas pelo próprio.

## Sinopse
Enviado para assumir a chefia das operações da Máfia em Los Angeles, Bugsy se deslumbra com Hollywood e com a jovem atriz Virginia Hill. Ele arrisca tudo no sonho de homenagear a estrela com a construção de um hotel fantástico no meio do deserto. Era o nascimento de Las Vegas.

## Elenco
- Warren Beatty .... Bugsy Siegel
- Annette Bening .... Virginia Hill
- Harvey Keitel .... Mickey Cohen
- Ben Kingsley .... Meyer Lansky
- Elliott Gould .... Harry Greenberg
- Joe Mantegna .... George Raft
- Richard C. Sarafian .... Jack Dragna
- Bebe Neuwirth .... Condessa di Frasso
- Robert Beltran .... Alejandro
- Gian-Carlo Scandiuzzi .... Conde di Frasso
- Stefanie Mason .... Millicent Siegel
- Kimberly McCullough .... Barbara Siegel
- Andy Romano .... Del Webb
- Bill Graham .... Charlie Luciano
- James Toback .... Gus Greenbaum
- Don Carrara .... Vito Genovese
- Carmini Caridi .... Frank Costello

## Principais prêmios e indicações
Oscar
- Recebeu oito indicações, nas categorias de melhor filme, melhor diretor (Barry Levinson), melhor ator (Warren Beatty), melhor ator coadjuvante (Harvey Keitel e Ben Kingsley), melhor fotografia, melhor trilha sonora e melhor roteiro original.
- Venceu nas categorias de melhor figurino e melhor direção de arte.

Globo de Ouro
- Recebeu sete indicações, nas categorias de melhor diretor (Barry Levinson), melhor ator - drama (Warren Beatty), melhor atriz - drama (Annette Bening), melhor ator coadjuvante (Harvey Keitel e Ben Kingsley) e melhor roteiro.
- Venceu na categoria de melhor filme.